# Rudolf von Brudermann
Rudolf Nikolaus Ritter von Brudermann (Gyöngyös, 9 gennaio 1851 – Kaltenleutgeben, 21 gennaio 1941) è stato un generale austro-ungarico, già Ispettore generale dell'Arma di cavalleria, e poi dell'Esercito, fu comandante della 3ª Armata durante le fasi iniziali dell'offensiva in Galizia lanciata dal Capo di stato maggiore dell'Imperial regio Esercito austro-ungarico Franz Conrad von Hötzendorf nel corso del 1914. Fu destituito dal comando dopo l'esito negativo della Battaglia di Rawa. Sposato dal 2 luglio 1878 con la signorina Marie Albine Jürgens, la coppia non ebbe figli.

## Biografia
Nacque a Gyöngyös, Ungheria, il 9 gennaio 1851, figlio del generale Rudolf Brudermann, e di sua moglie, Gisela von Babarczy. 
Iniziò la sua formazione militare presso la Kadettenschule di Hainburg, e nel 1865 entrò all'Accademia militare Teresiana a Wiener Neustadt, da dove uscì il 1 settembre 1869 con il grado di sottotenente. Assegnato all'Arma di Cavalleria entrò in servizio presso Ulanenregiment "Alexander III Kaiser von Rußland" Nr. 11 dove rimase fino al 1874, quando promosso tenente fu trasferito al Generalstab frequentando la Scuola di guerra (Kriegsschule) a Vienna. Promosso hauptmann il 1 novembre 1877, l'anno successivo fu trasferito all'Ulanenregiment "Furst von Schwarzenberg" Nr. 2, passando nel 1879 all'Ulanenregiment Nr. 1. Tra il 1880 e il 1884 ricoprì l'incarico di docente presso la Scuola cadetti di cavalleria di Mährisch-Weißkirchen, e promosso Rittmeister il 30 agosto 1884 entrò in servizio presso il Dragonerregiment "Fürst zu Windisch-Graetz Nr.14". Divenuto Major il 1 novembre 1885, oberstleutnant il 1 novembre 1888, divenne comandante del reggimento il 5 aprile 1891 e Oberst il 1 novembre dello stesso anno.
Nel marzo 1897 assunse il comando della XV Brigata di cavalleria a Tarnopol, seguita dalla promozione a generalmajor il 18 maggio dello stesso anno. Tra il 1900 e il 1904 fu comandante della 7ª Divisione di cavalleria di guarnigione a Cracovia. Il 2 maggio 1901 venne promosso feldmarschallleutnant, decorato con la Croce di Cavaliere dell'Ordine imperiale di Leopoldo. Nominato comandante onorario dell'Ulanen-Regiment Nr 1 il 1 febbraio 1907, fu elevato al rango di General der Kavallerie il 26 aprile successivo e nel mese di luglio sostituì l'Arciduca Otto nella carica di Ispettore generale della cavalleria.
La sua nomina ad Ispettore generale dell'esercito nell'ottobre 1912, comportava l'assegnazione di un comando d'armata in caso di guerra, e pose il Capo di stato maggiore dell'esercito, generale Franz Conrad von Hötzendorf, di fronte ad un dilemma in quanto quest'ultimo non lo riteneva adatto a tale incarico.
Allo scoppio della prima guerra mondiale Conrad von Hötzendorf cercò di ridurre i rischi assegnandogli il comando della 3. Armee destinata ad avere un ruolo difensivo durante le operazioni in Galizia. Schierata a difesa di Leopoli dovesa supportare le operazioni della 1. e 4. Armee che avrebbero attaccato le truppe russe più a nord.
Dopo i primi successi austro-ungarici nel settore settentrionale si convinse ad attaccare frontalmente le truppe russe nella Galizia orientale, spronato in questo senso dal Capo di stato maggiore Conrad von Hötzendorf, ingnorando il fatto che le truppe avversarie in questo settore erano in grande superiorità numerica 
In difficoltà ad eseguire gli ordini provenienti dall'Armeeoberkommando (AOK), tra il 26 e il 28 agosto attaccò frontalmente il fronte tenuto dalla 3ª Armata russa del generale Nikolaj Vladimirovič Ruzskij,  in un territorio collinoso e irregolare a sud-est di Leopoli attraversato dal fiume Złota Lipa.
La 3. Armee, non disponendo di riserve da lanciare in battaglia, fu duramente sconfitta e ripiegò in disordine verso Leopoli trincerandosi sul fiume Gniła Lipa. Ricevute truppe di rinforzo, e potendo contare dell'appoggio di alcuni reparti dell'appena arrivata 2. Armee del generale Eduard von Böhm-Ermolli, attacco nuovamente sul Gniła Lipa (29-30 agosto 1914) scontrandosi con il nemico che godeva di una impressionante superiorità numerica, contando sulla 3ª Armata del generale Ruzskij e l'8ª Armata del generale Brusilov.
Il nuovo attacco terminò con una disfatta, in quanto i reparti della 3. Armee subirono la perdita di 20.000 uomini e 70 cannoni, e ripiegarono in disordine verso la piazzaforte di Leopoli che fu successivamente conquistata dai russi.
A causa di questa nuova sconfitta fu rimosso dall'incarico, e sostituito con il generale Svetozar Borojević von Bojna.
Andato volontariamente in pensione il 24 novembre dello stesso anno, si ritirò a vita privata nella Capitale.
Nel corso degli anni trenta del XX secolo prese parte a numerosi raduni di veterani, venendo eletto presidente onorario della "Vereinigung Alt Neustadt", l'unione dei veterani dell'Accademia militare teresiana di Wiener Neustadt.
Si spense a Kaltenleutgeben il 21 gennaio 1941, venendo sepolto presso lo Zentralfriedhof di Vienna.

### Annotazioni
1. ↑  Ribattezzato in quella occasione K.u.k. Galizisches Ulanen-Regiment "Ritter von Brudermann" Nr. 1.
2. ↑  Decorato con la Gran Croce dell'Ordine della Corona Ferrea nell'agosto 1908.
3. ↑  Brudermann aveva sempre desiderato il comando, ma non aveva alcuna esperienza bellica, in quanto tutta l'azione e tutte le sue esperienze erano tratte dalle manovre annuali e dai manuali. Ignorava l'introduzione dei nuovi armamenti come le mitragliatrici e i cannoni a tiro rapido, e le esperienze belliche maturate durante i conflitti avvenuti negli ultimi anni. Anche la concezione dell'impiego della cavalleria in guerra era legata al suo impiego durante le guerre risorgimentali italiane del 1848 e del 1859.
4. ↑  In lingua tedesca Generalinspektor der gesamten bewaffneten Macht.
5. ↑  Lasciò la carica di Ispettore generale della cavalleria al generale Karl Georg Reichsgraf von Huyn.
6. ↑  Brudermann disponeva di otto divisioni con 91 battaglioni e 300 cannoni, mentre il suo avversario, il generale Ruzskij disponeva quattro corpi d'armata in prima linea in ulteriore rafforzamento, forti di 192 battaglioni e 685 cannoni.
7. ↑  Le due armate disponevano complessivamente di 22 divisioni appoggiate da 1.304 cannoni.

### Fonti
1. 1 2  Offelli 2001, p. 10.
2. 1 2 3  Jung 2003, p. 33.
3. ↑  Offelli 2001, p. 32.
4. ↑  Jung 2003, p. 17.
5. ↑  Rauchensteiner 2014, p. 177 , tale comando gli fu affidato il 2 agosto 1914.
6. ↑  Jung 2003, p. 4.
7. 1 2 3  Sondhaus 2000, p. 150.
8. ↑  Jung 2003, p. 9.
9. ↑  Jung 2003, p. 10.
10. ↑  Hastings 2014, p. 521.
11. ↑  Sondhaus 2000, p. 155.
12. ↑  Hastings 2014, p. 522.
13. ↑  Hastings 2014, p. 523.
14. ↑  Rauchensteiner 2014, p. 243.
15. ↑  Oskar Dohle (Hrsg.), Constantin Schneider: Die Kriegserinnerungen 1914–1919, S. 654, (eingeschränkte Vorschau bei Google Book Search).